# El codi Omega
El codi Omega (títol original: The Omega Code) és una pel·lícula de ficció de 1999, dirigida per Robert Marcarelli, protagonitzada per Casper Van Dien i Michael York, com antagonista. La pel·lícula està basada en una novel·la escrita pel tele-evangelista Paul Crouch, cap de la Trinity Broadcasting Network, que a vegades transmet la pel·lícula en la seva estació de televisió per cable. Això va donar lloc a una preqüela que explica els esdeveniments d'aquesta pel·lícula mentre li explicava la història de com l'Anticrist va arribar al poder. La preqüela, Megiddo: The Omega Code 2, té un pressupost més gran que l'original, però va resultar ser menys popular. Ha estat doblada al català.

## Argument
La trama de la pel·lícula comença a Jerusalem, on un rabí anomenat Rostenburg està escrivint un codi de la Bíblia en el seu ordinador portàtil. Un punter làser apunta el seu pit, i mor a trets. L'home que li dispara va vestit de rabí, i després marxa amb el disc de la computadora que conté el codi. Arran d'això, dos homes misteriosos agafen una pàgina del codi Rostenburg.

## Repartiment
- Casper Van Dien: Gillen Lane
- Michael York: Stone Alexander
- Catherine Oxenberg: Cassandra Barashe
- Michael Ironside: Dominic
- Jan Triska: Profeta 1
- Gregory Wagrowski: Profeta 2
- Devon Odessa: Jennifer Lane